# Noel Purcell
Noel Mary Joseph Purcell (Dublino, 15 novembre 1891 – Dún Laoghaire, 31 gennaio 1962) è stato un pallanuotista irlandese, vincitore di una medaglia d'oro alle olimpiadi di Anversa 1920, con la canotta della Gran Bretagna.
Ha partecipato, con la nazionale dell'Irlanda ai Giochi di Parigi 1924.